# Robyns
Robyns en Robyns de Schneidauer is een Zuid-Nederlandse notabele en adellijke familie.

## Geschiedenis
- In 1729 verleende keizer Karel VI erfelijke adel aan Martin Robyns. Hij overleed zonder nageslacht.
- In 1764 verleende keizerin Maria-Theresia postume adel, meer dan twintig jaar na zijn dood, aan Pierre Robyns, in de persoon van zijn weduwe Anne-Marie de Heze, voor haar en hun vijf kinderen.

## Genealogie
- Pierre Robyns (1693-1741), x Anne-Marie de Heze (1711-1774)
  - Charles Robyns (1737-1800), x Catherine de Leeu (1749-1784)
    - Jean-Baptiste Robyn (1778-1822), x Marie-Thérèse Everaert (1774-1854)
      - Edouard Robyns (1798-1855), x Jeanne Verbrugghen (° 1808)
        - Prosper Robyns (zie hierna)

  - Louis Robyns (1740-1814), advocaat bij de Raad van Brabant, x Marie-Isabelle de Vos (1742-1775)
    - Jean-Baptiste Robyns (zie hierna)

## Prosper Robyns
- Edouard Jean Prosper Robyns (Groot-Bijgaarden, 5 juli 1832 - Oostende, 20 november 1906) verkreeg in 1888 adelserkenning. Hij trouwde in 1863 met Laura Strube (1838-1905). Ze kregen vier kinderen.
  - Leon Robyns (1868-1941), trouwde met Pauline Jullien (1868-1966).
    - Albert Robyns (1895-1947), trouwde met Blanche Maes (1904-1945). Ze kregen vier kinderen, maar zonder verdere afstammelingen, zodat deze familietak is uitgedoofd.

## Jean-Baptiste Robyns
- Jean-Baptiste Joseph Robyns (Brussel, 24 april 1772 - Veerle, 17 september 1803), trouwde in 1797 in Veerle met Charlotte de Schneidauer de Streittkolben (1778-1857). In Brussel geboren, was ze de dochter van de Oostenrijkse veldmaarschalk baron Joseph de Schneidauer. In 1823, onder het Verenigd Koninkrijk der Nederlanden werd, naar het voorbeeld van wat in 1764 was gebeurd, Jean-Baptiste postuum in de adel erkend, ten voordele van zijn weduwe en hun vier kinderen.
  - Louis Robyns (1797-1865) trouwde met Marie-Josèphe Robyns (1805-1889).
    - François Marie Joseph Louis, genaamd Frantz Robyns (1839-1912), kreeg in 1889 vergunning om de Schneidauer aan zijn familienaam toe te voegen. Hij trouwde in 1867 met Marie-Thérèse Misson (1842-1900), dochter van Victor Misson, voorzitter van het Rekenhof. Hij werd zaakgelastigde en consul-generaal van Monaco in België, schepen van Vlezenbeek, provincieraadslid, majoor van de Burgerwacht in Lennik. Het echtpaar kreeg zes kinderen.
      - Auguste Robyns de Schneidauer (1867-1940) trouwde in 1900 met Clotilde Ciamberlani (1870-1906). Ze hadden een enige dochter.
        - Marie-Thérèse Robyns de Schneidauer (1901-1974) trouwde in 1936 met baron Emmanuel van der Elst (1894-1972), auteur onder de naam 'Jean de Vincennes', secretaris van de Belgische eerste minister.

      - Albert Robyns de Schneidauer (1869-1940), ambtenaar bij de provincie Brabant, trouwde in 1896 met Julienne Ciamberlani (1875-1957).
        - Louis Robyns de Schneidauer (1900-1988), trouwde met Agnès van Eyll (1905-1986). Hij was directeur bij het ministerie van Buitenlandse Zaken. Hij was voorzitter van de nationale tentoonstelling 'Leopold I en zijn tijd', voorzitter van het Bureau voor iconografie van de Vereniging van de adel, secretaris van de studiecommissie over het Oude Brussel en vicevoorzitter van de Genealogische en Heraldische Vereniging van België.
          - Thierry Robyns de Schneidauer (1929- ) was kunstschilder (dierenschilder), conservator van het ornithologisch reservaat het Zwin en conservator van het Parc président Mobutu in Zaïre. Hij trouwde met Mireille van der Beken Pasteel (1934-1968) en in tweede huwelijk met Wendelina Greven (1944- ). Met afstammelingen tot heden.

      - Eugène Paul Marie Robyns de Schneidauer (1871-1951) trouwde in 1899 met Marie-Louise Moreira (1877-1954). Hij was doctor in de rechten en Belgisch ambassadeur. Hij kreeg in 1938 de riddertitel, overdraagbaar bij eerstgeboorte. Ze hadden vier kinderen, met afstammelingen tot heden.
      - Victor Robyns de Schneidauer (1876-1919) trouwde met Olga Sacqueleu (1879-1977) en ze kregen vier kinderen, met afstammelingen tot heden. Hij werd consul-generaal van Monaco.Hij voetbalde ook rond 1900 19 wedstrijden bij elkaar bij Léopold CB in Eerste Klasse.[1]

  - Frédéric Robyns (1799-1869) was luitenant-kolonel van de Burgerwacht in Aalst. Hij trouwde in 1820 met Marie Cléophile Huyttens (1787-1859). Ze hadden zeven kinderen, maar in 1889 is deze familietak uitgedoofd.
  - François Robyns (1800-1839)
  - Adèle Robyns (1802-1880)